# Cronógrafo balístico
Cronógrafo balístico, instrumento para medir a velocidade de projéteis (de armas de fogo, ar comprimido e outras). O aparelho é normalmente fotossensível e mede a velocidade inicial e energia de um projétil, providos de duas barreiras óticas ou as vezes de três cortinas de sensores óticos infravermelhos.
O equipamento possui dois ou mais sensores que captam a alteração da luz causada pela passagem de um projétil em um determinado instante. Medido o tempo que o projétil leva para passar pelos sensores, e tendo sua distância fixa, é calculada a velocidade do mesmo.

## Referência
- Secretaria Segurança Pública - SP[ligação inativa]
- Polícia cria equipamento para acelerar exame de balística
- Norma técnica nº 6 da Federação Portuguesa de Airsoft, página 8